# Chrást nad Sázavou
Chrást nad Sázavou je část města Týnec nad Sázavou v okrese Benešov ve Středočeském kraji. Nachází se na severozápadě Týnce nad Sázavou. Prochází tudy železniční trať Praha – Vrané nad Vltavou – Čerčany/Dobříš. Chrást nad Sázavou leží v katastrálním území Týnec nad Sázavou o výměře 5,95 km².

## Historie
První písemná zmínka o vesnici pochází z roku 1352.

## Obyvatelstvo
| Rok            | 1869 | 1880 | 1890 | 1900 | 1910 | 1921 | 1930 | 1950 | 1961 | 1970 | 1980 | 1991 | 2001 | 2011 | 2021 |
| -------------- | ---- | ---- | ---- | ---- | ---- | ---- | ---- | ---- | ---- | ---- | ---- | ---- | ---- | ---- | ---- |
| Počet obyvatel | 210  | 211  | 272  | 292  | 388  | 361  | 428  | 494  | 531  | 528  | 868  | 738  | 723  | 799  | 985  |
| Počet domů     | 27   | 28   | 31   | 35   | 53   | 63   | 92   | 149  | 149  | 177  | 171  | 192  | 206  | 239  | 263  |

## Obecní správa
Při sčítání lidu v letech 1850–1960 Chrást nad Sázavou byl osadou obce Krhanice, se kterým patřil nejprve do okresu Karlín, ale v letech 1880–1910 v okrese Královské Vinohrady, posléze v letech 1921–1930 v okrese Jílové a v roce 1950 v okrese Praha-východ. Od 12. června 1960 je částí města Týnec nad Sázavou v okrese Benešov.

## Pamětihodnosti
- Kostel svaté Kateřiny

## Další fotografie

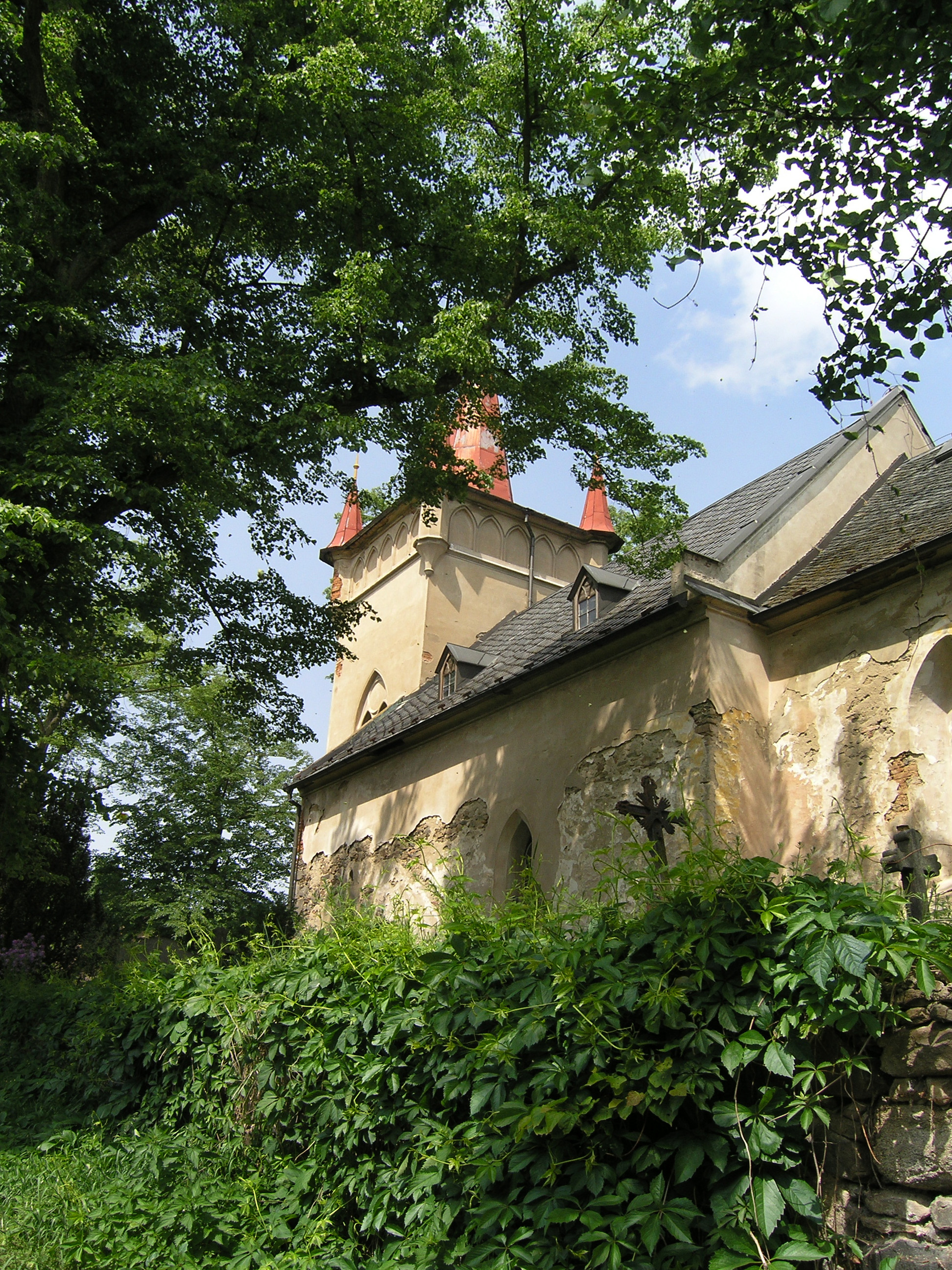
Kostel svaté Kateřiny
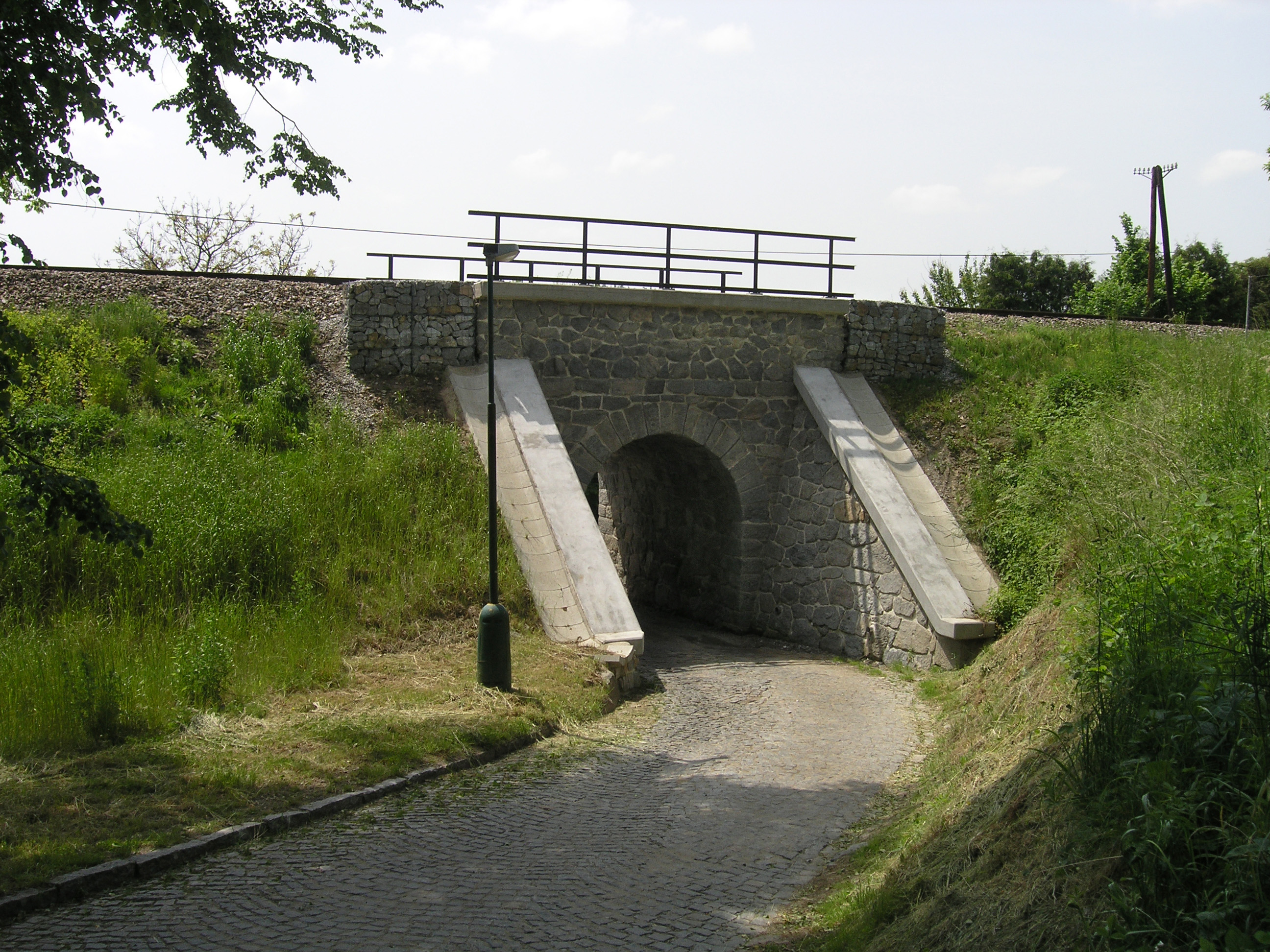
Podjezd pod tratí Praha – Vrané nad Vltavou – Čerčany
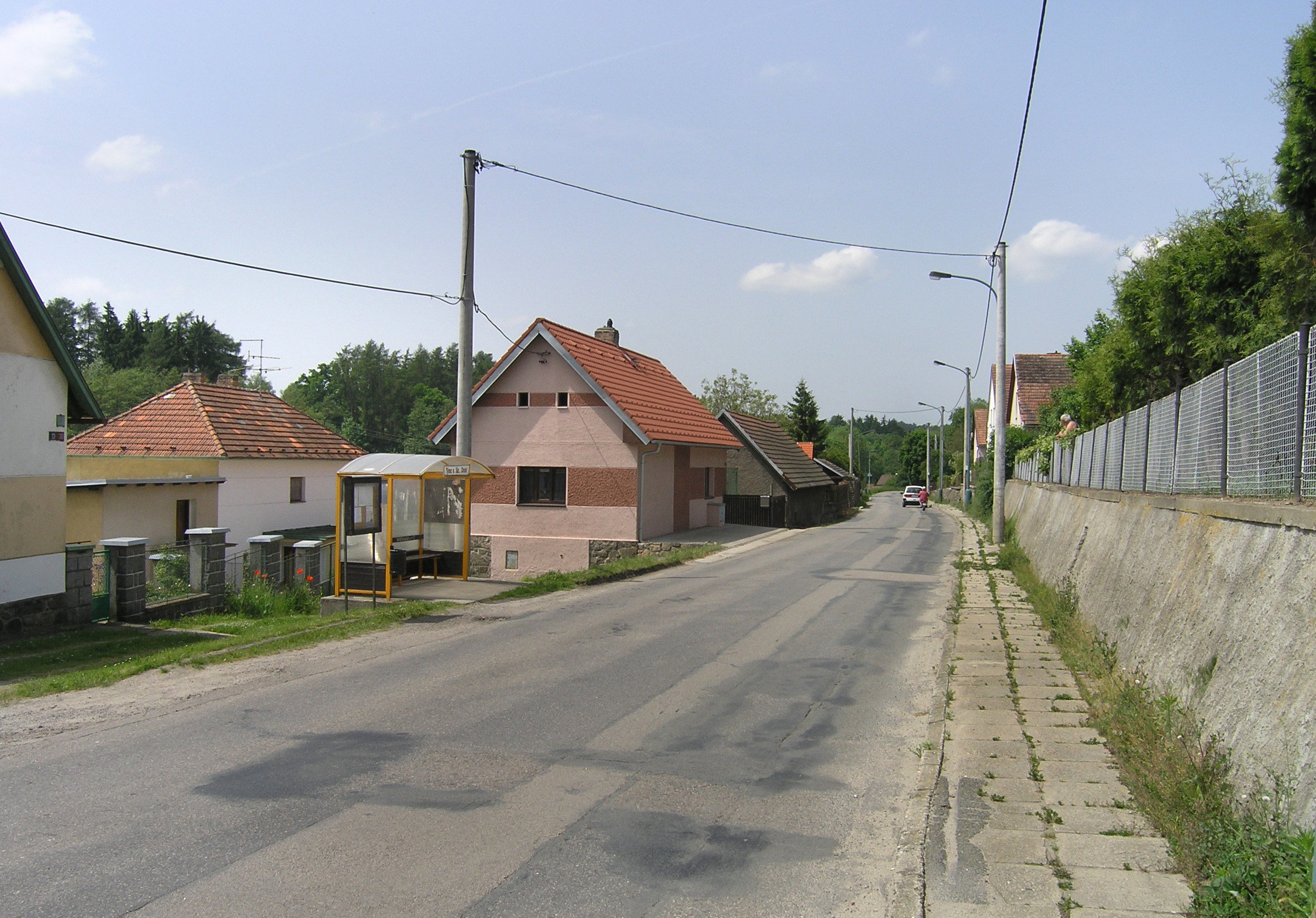
Silnice II/106 směrem k Jílovému
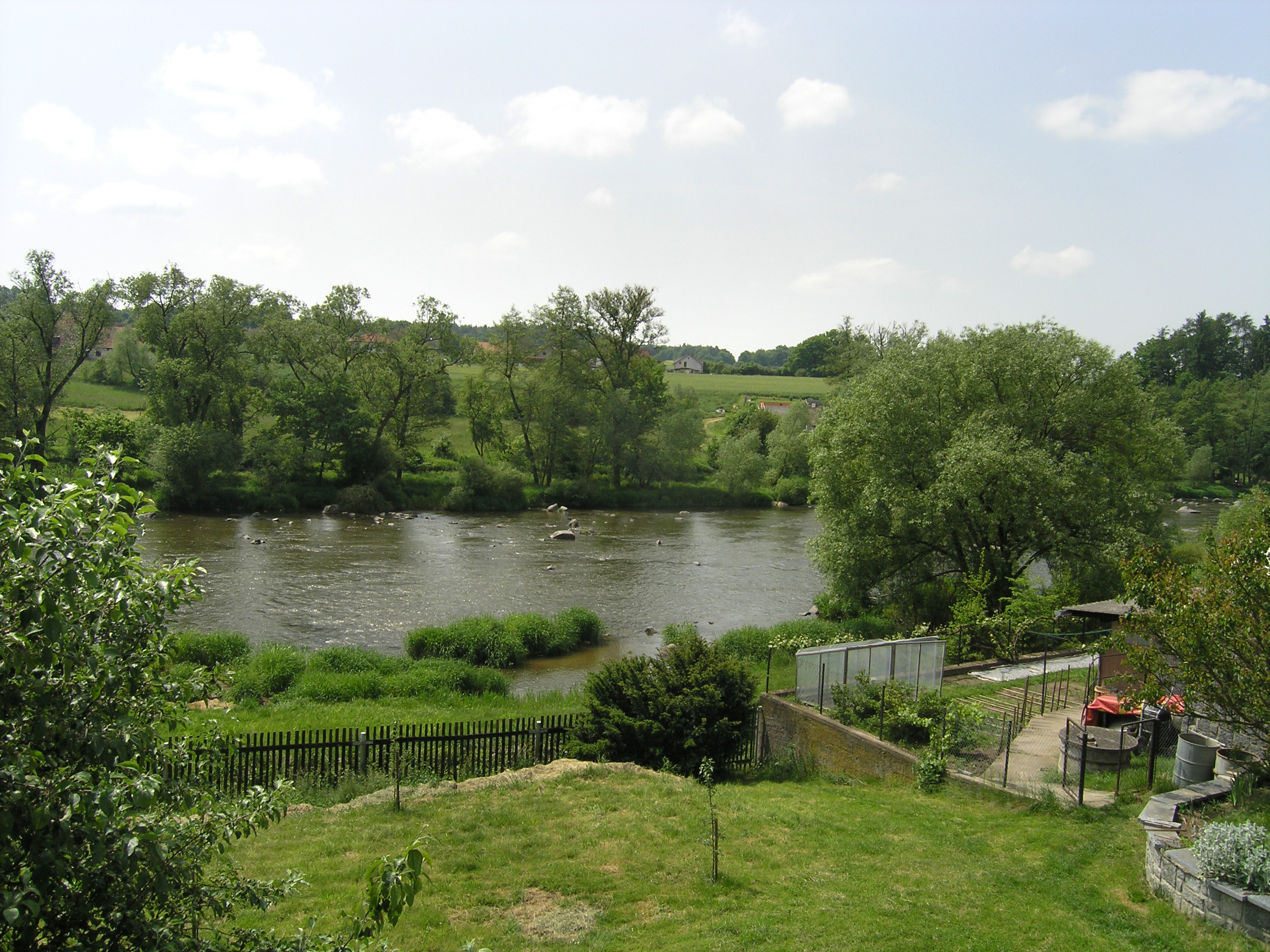
Řeka Sázava